# ISO 216
O padrão internacional ISO 216, de 1975, define os tamanhos de papel utilizados em quase todos os países, com exceção de EUA e Canadá. Em particular, são definidas as séries A, B e C, das quais  faz parte o formato A4, de uso comum.
Baseado no padrão alemão Deutsches Institut für Normung (DIN) 476, de 1922, o padrão ISO 216 facilita o redimensionamento de documentos entre seus tamanhos por terem todos a mesma proporção de {\displaystyle 1:{\sqrt {2}}}, o que previne perda de imagem. Assim, uma página A4 pode ser ampliada para A3 retendo as mesmas proporções do documento original. Uma opção comum em fotocopiadoras é a ampliação ou redução de A4 para A3 e vice-versa, aplicando um redimensionamento de 141% ({\displaystyle {\sqrt {2}}}) ou 71% ({\displaystyle {\sqrt {1/2}}}) na altura e largura do documento.

## Série A

Tamanhos dos papéis A (De 8 a 0)

Dimensões do padrão ISO 216.

### A0
A0 é tamanho do papel, definido pela norma ISO 216, é utilizado em todos os países, excepto nos EUA, Canadá e em alguns países sul-americanos.
A0 tem 841mm de largura e 1189mm de altura. 
A área da folha A0 é de 1 m².

### A1
A1 é tamanho do papel, definido pela norma ISO 216, é utilizado em todos os países, exceto nos EUA, Canadá e em alguns países sul-americanos.
A1 tem 594mm de largura  e 841mm de altura
Especificação constantes nas embalagens comercial-(594mm×841mm).
A área da folha A0 é de 1 metro quadrado, tendo cada folha subsequente metade da área da anterior (0.5 m², 0.25 m², 0.125 m², e assim por diante).

### A2
A2 é tamanho do papel, definido pela norma ISO 216, é utilizado em todos os países, exceto nos EUA, Canadá e em alguns países sul-americanos.
A2 tem 420mm de largura  e 594mm de altura.
A área da folha A2 é de ¼ m².

### A3
A3 é tamanho do papel, definido pela norma ISO 216, é utilizado em todos os países, exceto nos EUA, Canadá e em alguns países sul-americanos.
A3 tem 420mm de altura  e 297mm de largura.
A área da folha A3 é de 1/8 m². Equivale a duas folhas A4.
Em polegadas: 11.7 × 16.5
Este tipo de papel é empregado comumente em certificados, diplomas e outros tipos de documentos tanto como desenhos e outros trabalhos de artes, nesse caso comumente utilizando a Gramatura Vergê

### A4
A4 é um tamanho de papel, definido pela norma ISO 216, com as dimensões de 210 mm de largura e 297 mm de altura.
A área de uma página A4 é de 1/16 m².
A4 é o tamanho de papel mais utilizado em casas e escritórios em todo o mundo (exceção nos EUA, no Canadá e em alguns países sul-americanos, em que são mais comuns outras normas de tamanho de papel).
Numa resolução de digitalização ou de impressão de 300 pontos por polegada, uma página de papel de tamanho A4 corresponde a 2480 pontos de largura e 3508 pontos de altura.

### A5
A5 é tamanho do papel, definido pela norma ISO 216, é utilizado em todos os países, excepto nos EUA, Canadá e em alguns países sul-americanos.
A5 tem 148mm de largura e 210mm de altura.
A área da folha A5 é de 1/32 m².

### A6
A6 é tamanho do papel, definido pela norma ISO 216, é utilizado em todos os países, excepto nos EUA, Canadá e em alguns países sul-americanos.
A6 tem 105mm de largura e 148mm de altura.
A área da folha A6 é de 1/64 m².

### A7
A7 é tamanho do papel, definido pela norma ISO 216, é utilizado em todos os países, excepto nos EUA, Canadá e em alguns países sul-americanos.
A7 tem 74mm de largura e 105mm de altura.
A área da folha A7 é de 1/128 m².

### A8
A8 é tamanho do papel, definido pela norma ISO 216, é utilizado em todos os países, excepto nos EUA, Canadá e em alguns países sul-americanos.
A8 tem 52mm de largura e 74mm de altura.
A área da folha A8 é de 1/256 m².

### A9
A9 é tamanho do papel, definido pela norma ISO 216, é utilizado em todos os países, excepto nos EUA, Canadá e em alguns países sul-americanos.
A9 tem 37mm de largura e 52mm de altura.
A área da folha A9 é de 1/512 m².

### A10
A10 é tamanho do papel, definido pela norma ISO 216, é utilizado em todos os países, excepto nos EUA, Canadá e em alguns países sul-americanos.
A10 tem 26mm de largura e 37mm de altura.
A área da folha A10 é de 1/1024 m².

## Série B

### B0
B0 é um tamanho do papel, definido pela norma ISO 216, é utilizado em todos os países, excepto nos EUA, Canadá e em alguns países sul-americanos. 
B0 tem 1000mm de largura  e 1414mm de altura.

### B1
B1 é um tamanho do papel, definido pela norma ISO 216, é utilizado em todos os países, excepto nos EUA, Canadá e em alguns países sul-americanos. 
B1 tem 707mm de largura  e 1000mm de altura.

### B2
B2 é um tamanho do papel, definido pela norma ISO 216, é utilizado em todos os países, excepto nos EUA, Canadá e em alguns países sul-americanos. 
B2 tem 500mm de largura  e 707mm de altura.

### B3
B3 é um tamanho do papel, definido pela norma ISO 216, é utilizado em todos os países, excepto nos EUA, Canadá e em alguns países sul-americanos. 
B3 tem 353mm de largura  e 500mm de altura.

### B4
B4 é um tamanho do papel, definido pela norma ISO 216, é utilizado em todos os países, excepto nos EUA, Canadá e em alguns países sul-americanos. 
B4 tem 250mm de largura  e 353mm de altura.

### B5
B5 é um tamanho do papel, definido pela norma ISO 216, é utilizado em todos os países, excepto nos EUA, Canadá e em alguns países sul-americanos. 
B5 tem 176mm de largura  e 250mm de altura.

### B6
B6 é um tamanho do papel, definido pela norma ISO 216, é utilizado em todos os países, excepto nos EUA, Canadá e em alguns países sul-americanos. 
B6 tem 125mm de largura  e 176mm de altura.

### B7
B7 é um tamanho do papel, definido pela norma ISO 216, é utilizado em todos os países, excepto nos EUA, Canadá e em alguns países sul-americanos. 
B7 tem 88mm de largura  e 125mm de altura.

### B8
B8 é um tamanho do papel, definido pela norma ISO 216, é utilizado em todos os países, excepto nos EUA, Canadá e em alguns países sul-americanos. 
B8 tem 62mm de largura  e 88mm de altura.

### B9
B9 é um tamanho do papel, definido pela norma ISO 216, é utilizado em todos os países, excepto nos EUA, Canadá e em alguns países sul-americanos. 
B9 tem 44mm de largura  e 62mm de altura.

### B10
B10 é um tamanho do papel, definido pela norma ISO 216, é utilizado em todos os países, excepto nos EUA, Canadá e em alguns países sul-americanos. 
B10 tem 31mm de largura  e 44mm de altura.

## Série C
- C0: 917mm de largura  e 1297mm de altura.
- C1: 648mm de largura  e 917mm de altura.
- C2: 458mm de largura  e 648mm de altura.
- C3: 324mm de largura  e 458mm de altura.
- C4: 229mm de largura  e 324mm de altura.
- C5: 162mm de largura  e 229mm de altura.
- C6: 114mm de largura  e 162mm de altura.
- C7: 81mm de largura  e 114mm  de  altura.
- C8: 57mm de largura  e 81mm  de   altura.
- C9: 40mm de largura  e 57mm   de  altura.

## Vantagens
Os tamanhos de papel definidos pela norma ISO 216 têm a particularidade de a razão entre sua altura e sua largura ser exatamente igual à raiz quadrada de dois, o que significa que quando por exemplo se unem duas folhas A4 obtém-se uma folha A3 com exatamente o dobro da área e com as mesmas proporções. Da mesma forma, cortando-se uma folha de A4 ao meio obtêm-se duas folhas de tamanho A5 (popular para cadernos e blocos de anotações), que também tem as mesmas proporções relativas dos tamanhos A3 e A4. De fato, o tamanho A4 tem esse nome porque é a quarta divisão consecutiva do tamanho A0, que se caracteriza por ter exatamente um metro quadrado de área com lados na razão de um para raiz quadrada de dois.
Em termos práticos, isso significa que uma folha A4 pode ser usada em uma fotocopiadora para representar fielmente o conteúdo de uma folha A3, bastando que esta seja reduzida a 71% do tamanho original (em cada dimensão). Da mesma forma, um A4 pode conter duas folhas A5 sem distorção ou desperdício.
O tamanho do papel obedece o sistema métrico, uma folha A0 tem 1m² portanto para obter 1m² precisamos de duas folhas A1 ou quatro A2, oito A3, dezesseis A4, etc. No sistema inglês corresponde a 8.27 x 11.7 polegadas.

## Normas em língua portuguesa
- NBRNM-ISO216: Papel de escrever e determinados tipos de impressos - Formatos acabados - Séries A e B